# Campeonato Paulista 2011
Campeonato Paulista 2011 var 2011 års säsong av fotbollsturneringen Campeonato Paulista. Turneringen är ett distriktsmästerksap för lagen från regionen São Paulo i Brasilien. Totalt 20 lag deltog och spelade totalt 19 omgångar per lag. De åtta främsta gick till slutspel och de fyra sämst placerade lagen flyttades ner inför 2012 års säsong. 

## Tabell
| Nr | Lag             | S  | V  | O | F  | GM | IM | MS  | P  |
| -- | --------------- | -- | -- | - | -- | -- | -- | --- | -- |
| 1  | São Paulo       | 19 | 13 | 2 | 4  | 39 | 19 | +20 | 41 |
| 2  | Palmeiras       | 19 | 12 | 5 | 2  | 28 | 8  | +20 | 41 |
| 3  | Corinthians     | 19 | 11 | 5 | 3  | 33 | 12 | +21 | 38 |
| 4  | Santos          | 19 | 11 | 5 | 3  | 40 | 20 | +20 | 38 |
| 5  | Ponte Preta     | 19 | 9  | 5 | 5  | 22 | 16 | +6  | 32 |
| 6  | Oeste           | 19 | 9  | 4 | 6  | 25 | 17 | +8  | 31 |
| 7  | Mirassol        | 19 | 9  | 3 | 7  | 26 | 26 | 0   | 30 |
| 8  | Portuguesa      | 19 | 8  | 4 | 7  | 24 | 23 | +1  | 28 |
| 9  | São Caetano     | 19 | 7  | 5 | 7  | 22 | 22 | 0   | 26 |
| 10 | Paulista        | 19 | 7  | 4 | 8  | 23 | 24 | −1  | 25 |
| 11 | Mogi Mirim      | 19 | 7  | 4 | 8  | 24 | 28 | −4  | 25 |
| 12 | Americana       | 19 | 7  | 2 | 10 | 20 | 19 | +1  | 23 |
| 13 | Botafogo        | 19 | 5  | 7 | 7  | 22 | 27 | −5  | 22 |
| 14 | Linense         | 19 | 6  | 3 | 10 | 23 | 31 | −8  | 21 |
| 15 | Bragantino      | 19 | 5  | 4 | 10 | 21 | 30 | −9  | 19 |
| 16 | Ituano          | 19 | 5  | 3 | 11 | 21 | 33 | −12 | 18 |
| 17 | São Bernardo    | 19 | 5  | 3 | 11 | 21 | 35 | −14 | 18 |
| 18 | Grêmio Prudente | 19 | 4  | 5 | 10 | 21 | 35 | −14 | 17 |
| 19 | Noroeste        | 19 | 3  | 8 | 8  | 21 | 33 | −12 | 17 |
| 20 | Santo André     | 19 | 2  | 9 | 8  | 14 | 29 | −15 | 15 |

## Slutspel

### Kvartsfinal
| Lag 1       | Resultat | Lag 2       | Straffar |
| ----------- | -------- | ----------- | -------- |
| São Paulo   | 2–0      | Portuguesa  |          |
| Santos      | 1–0      | Ponte Preta |          |
| Palmeiras   | 2–1      | Mirassol    |          |
| Corinthians | 2–1      | Oeste       |          |

### Semifinal
| Lag 1      | Resultat | Lag 2       | Straffar |
| ---------- | -------- | ----------- | -------- |
| São Paulo  | 0–2      | Santos      |          |
| Palmaieras | 1–1      | Corinthians | 5–6      |

### Final
| Lag    | Lag      | Lag         | Resultat | Resultat |
| Lag 1  | Resultat | Lag 2       | Match #1 | Match #2 |
| ------ | -------- | ----------- | -------- | -------- |
| Santos | 2–1      | Corinthians | 0–0      | 2–1      |